# 朱才
朱 才（しゅ さい、生没年不詳）は、中国三国時代の呉の人物。字は君業。揚州丹陽郡故鄣県（現在の浙江省安吉県）の人。父は朱治。義兄（従兄）に朱然（施然）、弟は朱紀・朱緯・朱万歳。子は朱琬。

## 生涯
ものごとに聡い性格で、騎射に巧みであったことから、孫権は朱才を特別に可愛がって、いつも遊楽には朱才をつき従わせた。
父が要職にあるということで、若くして武衛校尉に任じられ、兵士たちを授かって征伐に参加し、しばしば戦功をたてた。黄武3年（224年）、父が死去したため、故鄣侯の爵位を継ぎ、偏将軍に昇進した。
故郷の郡の人物月旦をする者たちは、朱才が若くして高貴な地位についたことから、郷里の者に十分に目をかけていないと評した。朱才はそれを聞いて嘆息して言った。「私は部将に任じられたとき、馬にまたがって敵を踏みしだき、進んで白刃を犯せば、名声を揚げられるものと考えた。郷里の者たちが私の一挙一動に注目していたとは思いもかけぬことであった」、朱才はそれ以後、いっそうへりくだった態度を取り、財貨をおしみなく正しい道のために用いて、人を援助してもその辺報を求めはしなかった。加えて兵法を学んだ。
朱才の名声が遠近に聞こえるようになったが、思いがけなくも黄龍3年（231年）よりも前に早死したという。子の朱琬が爵位を継いだが、朱才の兵は義甥の朱績（朱然の子）に引き継がれた。